# Тенктери

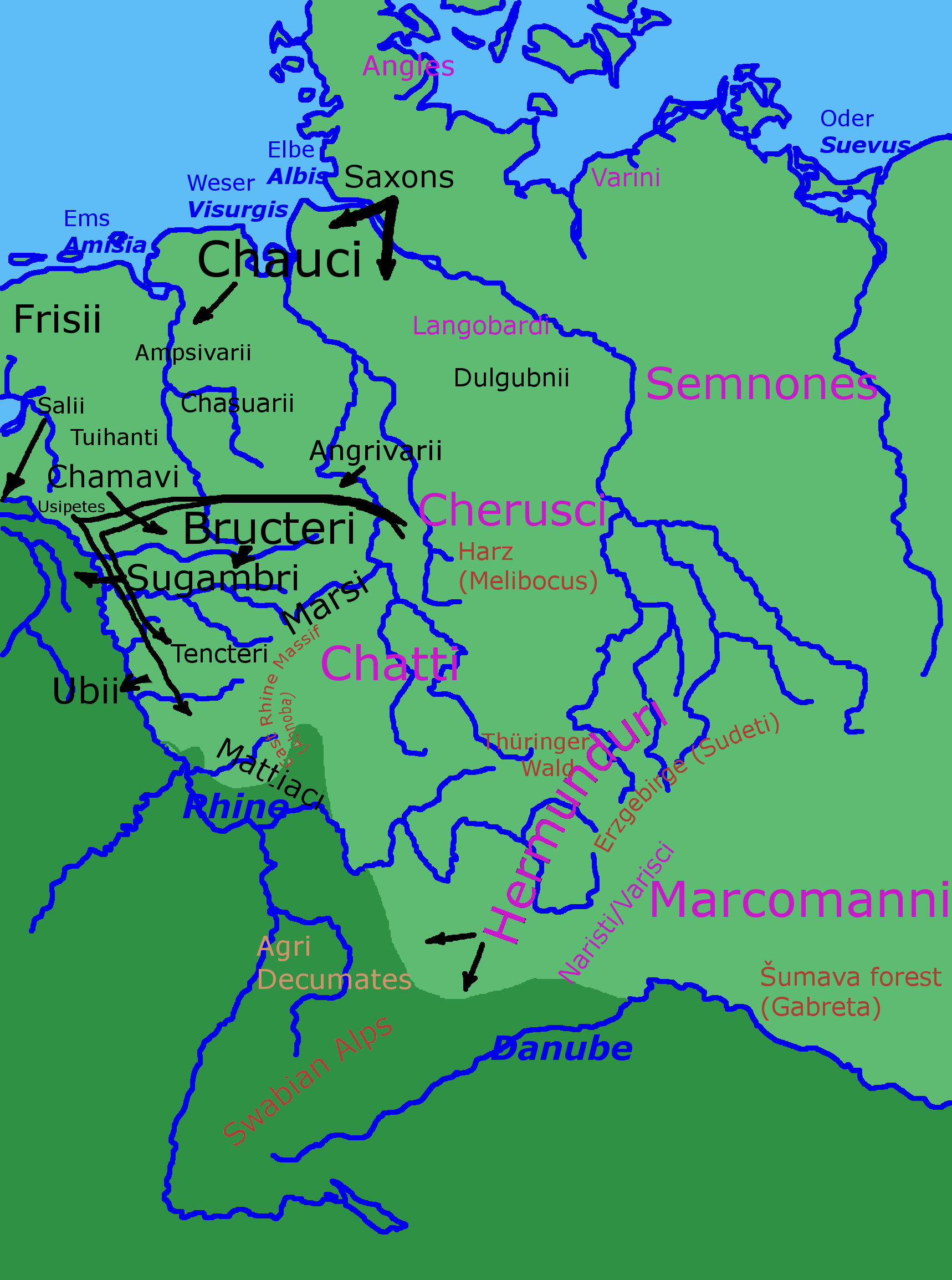

Тенктери (лат. Tencteri; Tenchteri; Tenctheri; дав.-гр. Τεντερίτας; у Птолемея можл. Τένκεροι) — германське плем'я, що жило за часів Римської імперії на правому березі Рейну, між Ланом і Вуппером, були відомі як вправні вершники. З тенктерами пов'язують поселення Бударіс (Сучасний Монгайм або ж Дюссельдорф) та форт Дівіція (пізніший Дойц, тепер один з центральних районів Кельна). У 59-ve році до н. е. вони з'єдналися з узіпетами та здобули собі місця для поселення по нижній течії Рейну в області менапіїв. Взимку 56-55 рр.. до н. е.. перейшли Рейн, але поблизу Неймегена були майже вщент розбиті Цезарем. 17-го року до н. е. в союзі з узіпетами та сігамбрами тенктери перейшли Рейн і завдали поразки римському наміснику Марку Лоллію, однак згодом були розбиті в ході контрнаступу військ Друза Старшого. У 69-70 рр.. н. е.. тенктери брали участь у повстанні Цивіліса. Зрештою вони влились у племінний союз франків.